# Liste des titres musicaux numéro un en Autriche en 1998
Cette page liste les titres numéro un dans les meilleures ventes de disques en Autriche pour l'année 1998.

## Classement des singles
| №  | Date         | Artiste                                 | Titre                                  |
| -- | ------------ | --------------------------------------- | -------------------------------------- |
| 1  | 2 janvier    | Elton John                              | Candle in the Wind 1997                |
| 2  | 9 janvier    | Elton John                              | Candle in the Wind 1997                |
| 3  | 16 janvier   | Elton John                              | Candle in the Wind 1997                |
| 4  | 23 janvier   | Elton John                              | Candle in the Wind 1997                |
| 5  | 30 janvier   | Midge Ure                               | Breathe                                |
| 6  | 6 février    | Midge Ure                               | Breathe                                |
| 7  | 13 février   | Céline Dion                             | My Heart Will Go On                    |
| 8  | 20 février   | Céline Dion                             | My Heart Will Go On                    |
| 9  | 27 février   | Céline Dion                             | My Heart Will Go On                    |
| 10 | 6 mars       | Céline Dion                             | My Heart Will Go On                    |
| 11 | 13 mars      | Céline Dion                             | My Heart Will Go On                    |
| 12 | 20 mars      | Wes                                     | Alane                                  |
| 13 | 27 mars      | Wes                                     | Alane                                  |
| 14 | 3 avril      | Wes                                     | Alane                                  |
| 15 | 10 avril     | Wes                                     | Alane                                  |
| 16 | 17 avril     | Wes                                     | Alane                                  |
| 17 | 24 avril     | Wes                                     | Alane                                  |
| 18 | 1er mai      | Wes                                     | Alane                                  |
| 19 | 8 mai        | Wes                                     | Alane                                  |
| 20 | 15 mai       | Die Ärzte                               | Ein Schwein namens Männer              |
| 21 | 22 mai       | Los Umbrellos                           | No tengo dinero                        |
| 22 | 29 mai       | Los Umbrellos                           | No tengo dinero                        |
| 23 | 5 juin       | Los Umbrellos                           | No tengo dinero                        |
| 24 | 12 juin      | Los Umbrellos                           | No tengo dinero                        |
| 25 | 19 juin      | Los Umbrellos                           | No tengo dinero                        |
| 26 | 26 juin      | Los Umbrellos                           | No tengo dinero                        |
| 27 | 3 juillet    | Los Umbrellos                           | No tengo dinero                        |
| 28 | 10 juillet   | Los Umbrellos                           | No tengo dinero                        |
| 29 | 17 juillet   | Los Umbrellos                           | No tengo dinero                        |
| 30 | 24 juillet   | Los Umbrellos                           | No tengo dinero                        |
| 31 | 31 juillet   | Pras Michel feat. ODB & introducing Mýa | Ghetto Supastar (That Is What You Are) |
| 32 | 7 août       | Des'ree                                 | Life                                   |
| 33 | 14 août      | Pras Michel feat. ODB & introducing Mýa | Ghetto Supastar (That Is What You Are) |
| 34 | 21 août      | Des'ree                                 | Life                                   |
| 35 | 28 août      | Des'ree                                 | Life                                   |
| 36 | 4 septembre  | Pras Michel feat. ODB & introducing Mýa | Ghetto Supastar (That Is What You Are) |
| 37 | 11 septembre | Aerosmith                               | I Don't Want to Miss a Thing           |
| 38 | 18 septembre | Aerosmith                               | I Don't Want to Miss a Thing           |
| 39 | 25 septembre | Aerosmith                               | I Don't Want to Miss a Thing           |
| 40 | 2 octobre    | Aerosmith                               | I Don't Want to Miss a Thing           |
| 41 | 9 octobre    | Aerosmith                               | I Don't Want to Miss a Thing           |
| 42 | 16 octobre   | Aerosmith                               | I Don't Want to Miss a Thing           |
| 43 | 23 octobre   | Aerosmith                               | I Don't Want to Miss a Thing           |
| 44 | 30 octobre   | Oli.P                                   | Flugzeuge im Bauch                     |
| 45 | 6 novembre   | Oli.P                                   | Flugzeuge im Bauch                     |
| 46 | 13 novembre  | Oli.P                                   | Flugzeuge im Bauch                     |
| 47 | 20 novembre  | Oli.P                                   | Flugzeuge im Bauch                     |
| 48 | 27 novembre  | Oli.P                                   | Flugzeuge im Bauch                     |
| 49 | 4 décembre   | Oli.P                                   | Flugzeuge im Bauch                     |
| 50 | 11 décembre  | Emilia                                  | Big, Big World                         |
| 51 | 18 décembre  | Emilia                                  | Big, Big World                         |
| 52 | 25 décembre  | Emilia                                  | Big, Big World                         |

## Classement des albums
| №  | Date         | Artiste            | Titre                   |
| -- | ------------ | ------------------ | ----------------------- |
| 1  | 2 janvier    | Albano Carrisi     | Il concerto classico    |
| 2  | 9 janvier    | Albano Carrisi     | Il concerto classico    |
| 3  | 16 janvier   | Albano Carrisi     | Il concerto classico    |
| 4  | 23 janvier   | Albano Carrisi     | Il concerto classico    |
| 5  | 30 janvier   | Bande Originale    | Titanic                 |
| 6  | 6 février    | Bande Originale    | Titanic                 |
| 7  | 13 février   | Bande Originale    | Titanic                 |
| 8  | 20 février   | Bande Originale    | Titanic                 |
| 9  | 27 février   | Bande Originale    | Titanic                 |
| 10 | 6 mars       | Bande Originale    | Titanic                 |
| 11 | 13 mars      | Falco              | Out of the Dark         |
| 12 | 20 mars      | Falco              | Out of the Dark         |
| 13 | 27 mars      | Falco              | Out of the Dark         |
| 14 | 3 avril      | Falco              | Out of the Dark         |
| 15 | 10 avril     | Austria 3          | Austria 3 - Live        |
| 16 | 17 avril     | Austria 3          | Austria 3 - Live        |
| 17 | 24 avril     | Modern Talking     | Back for Good           |
| 18 | 1er mai      | Herbert Grönemeyer | Bleibt alles anders     |
| 19 | 8 mai        | Herbert Grönemeyer | Bleibt alles anders     |
| 20 | 15 mai       | Modern Talking     | Back for Good           |
| 21 | 22 mai       | Lenny Kravitz      | 5                       |
| 22 | 29 mai       | Simply Red         | Blue                    |
| 23 | 5 juin       | Simply Red         | Blue                    |
| 24 | 12 juin      | Simply Red         | Blue                    |
| 25 | 19 juin      | Simply Red         | Blue                    |
| 26 | 26 juin      | Simply Red         | Blue                    |
| 27 | 3 juillet    | Austria 3          | Austria 3 - Live Vol. 2 |
| 28 | 10 juillet   | Austria 3          | Austria 3 - Live Vol. 2 |
| 29 | 17 juillet   | Austria 3          | Austria 3 - Live Vol. 2 |
| 30 | 24 juillet   | Austria 3          | Austria 3 - Live Vol. 2 |
| 31 | 31 juillet   | Austria 3          | Austria 3 - Live Vol. 2 |
| 32 | 7 août       | Austria 3          | Austria 3 - Live Vol. 2 |
| 33 | 14 août      | Bande Originale    | Armageddon              |
| 34 | 21 août      | Bande Originale    | Armageddon              |
| 35 | 28 août      | Bande Originale    | Armageddon              |
| 36 | 4 septembre  | Bande Originale    | Armageddon              |
| 37 | 11 septembre | Die Schlümpfe      | Fette Fete! Vol. 7      |
| 38 | 18 septembre | Die Schlümpfe      | Fette Fete! Vol. 7      |
| 39 | 25 septembre | Bee Gees           | One Night Only          |
| 40 | 2 octobre    | Bee Gees           | One Night Only          |
| 41 | 9 octobre    | Bee Gees           | One Night Only          |
| 42 | 16 octobre   | Bee Gees           | One Night Only          |
| 43 | 23 octobre   | Bee Gees           | One Night Only          |
| 44 | 30 octobre   | Bee Gees           | One Night Only          |
| 45 | 6 novembre   | R.E.M.             | Up                      |
| 46 | 13 novembre  | U2                 | The Best of 1980-1990   |
| 47 | 20 novembre  | U2                 | The Best of 1980-1990   |
| 48 | 27 novembre  | U2                 | The Best of 1980-1990   |
| 49 | 4 décembre   | U2                 | The Best of 1980-1990   |
| 50 | 11 décembre  | U2                 | The Best of 1980-1990   |
| 51 | 18 décembre  | U2                 | The Best of 1980-1990   |
| 52 | 25 décembre  | U2                 | The Best of 1980-1990   |